# St. Matthews, South Carolina
St. Matthews är administrativ huvudort i Calhoun County i South Carolina. Orten hette ursprungligen Lewisville. Enligt 2020 års folkräkning hade St. Matthews 1 841 invånare.

## Kända personer från St. Matthews
- Viola Davis, skådespelare
- James Blood Ulmer, musiker